# Dunstable (Massachusetts)
Dunstable es un pueblo ubicado en el condado de Middlesex en el estado estadounidense de Massachusetts. En el Censo de 2010 tenía una población de 3.179 habitantes y una densidad poblacional de 73,24 personas por km².

## Geografía
Dunstable se encuentra ubicado en las coordenadas 42°40′34″N 71°30′2″O / 42.67611, -71.50056. Según la Oficina del Censo de los Estados Unidos, Dunstable tiene una superficie total de 43.41 km², de la cual 42.62 km² corresponden a tierra firme y (1.81%) 0.78 km² es agua.

## Demografía
Según el censo de 2010, había 3.179 personas residiendo en Dunstable. La densidad de población era de 73,24 hab./km². De los 3.179 habitantes, Dunstable estaba compuesto por el 95.34% blancos, el 0.22% eran afroamericanos, el 0.09% eran amerindios, el 3.08% eran asiáticos, el 0.13% eran isleños del Pacífico, el 0% eran de otras razas y el 1.13% pertenecían a dos o más razas. Del total de la población el 1.38% eran hispanos o latinos de cualquier raza.